# Фрембоа
Фрембоа (фр. Fraimbois) насеље је и општина у североисточној Француској у региону Лорена, у департману Мерт и Мозел која припада префектури Линевил.
По подацима из 2011. године у општини је живело 356 становника, а густина насељености је износила 23,7 становника/km². Општина се простире на површини од 15,02 km². Налази се на средњој надморској висини од 266 метара (максималној 293 m, а минималној 231 m).

## Демографија
| 1962. | 1968. | 1975. | 1982. | 1990. | 1999. | 2011. |
| ----- | ----- | ----- | ----- | ----- | ----- | ----- |
| 215   | 237   | 244   | 266   | 273   | 279   | 356   |

График промене броја становника у току последњих година